# Дамір Захартдінов
Дамір Захартдінов (узб. Дамир Захартдинов; нар. 2 січня 1976, Ташкент) — узбецький борець вільного стилю, бронзовий призер чемпіонату світу, триразовий срібний та дворазовий бронзовий призер чемпіонатів Азії, дворазовий бронзовий призер Кубків світу, учасник трьох Олімпійських ігор.

## Життєпис
Боротьбою почав займатися з 1987 року.
Виступав за спортивний клуб ЦСКА Ташкент. Тренер — Мамур Рузієв.
Найближче до олімпійської нагороди підійшов на літніх Олімпійських іграх 2000 року в Сіднеї, коли за вихід у фінал поступився українцю Євгену Бусловичу, а поєдинок за бронзову медаль програв Террі Брендсу зі США.

## Спортивні результати на міжнародних змаганнях

### Виступи на Олімпіадах
| Змагання                    | Збірна     | Вагова категорія          | Місце |
| --------------------------- | ---------- | ------------------------- | ----- |
| Літні Олімпійські ігри 1996 | Узбекистан | вільна боротьба, до 57 кг | 8     |
| Літні Олімпійські ігри 2000 | Узбекистан | вільна боротьба, до 58 кг | 4     |
| Літні Олімпійські ігри 2004 | Узбекистан | вільна боротьба, до 60 кг | 9     |

### Виступи на Чемпіонатах світу
| Змагання                        | Збірна     | Вагова категорія          | Місце  |
| ------------------------------- | ---------- | ------------------------- | ------ |
| Чемпіонат світу з боротьби 1999 | Узбекистан | вільна боротьба, до 58 кг | Бронза |
| Чемпіонат світу з боротьби 2001 | Узбекистан | вільна боротьба, до 58 кг | 17     |
| Чемпіонат світу з боротьби 2002 | Узбекистан | вільна боротьба, до 60 кг | 6      |
| Чемпіонат світу з боротьби 2003 | Узбекистан | вільна боротьба, до 60 кг | 8      |
| Чемпіонат світу з боротьби 2005 | Узбекистан | вільна боротьба, до 60 кг | 28     |

### Виступи на Чемпіонатах Азії
| Змагання                       | Збірна     | Вагова категорія          | Місце  |
| ------------------------------ | ---------- | ------------------------- | ------ |
| Чемпіонат Азії з боротьби 1997 | Узбекистан | вільна боротьба, до 58 кг | 5      |
| Чемпіонат Азії з боротьби 1999 | Узбекистан | вільна боротьба, до 58 кг | Бронза |
| Чемпіонат Азії з боротьби 2000 | Узбекистан | вільна боротьба, до 58 кг | Срібло |
| Чемпіонат Азії з боротьби 2001 | Узбекистан | вільна боротьба, до 63 кг | Срібло |
| Чемпіонат Азії з боротьби 2003 | Узбекистан | вільна боротьба, до 60 кг | Срібло |
| Чемпіонат Азії з боротьби 2005 | Узбекистан | вільна боротьба, до 60 кг | Бронза |

### Виступи на Азійських іграх
| Змагання           | Збірна     | Вагова категорія          | Місце |
| ------------------ | ---------- | ------------------------- | ----- |
| Азійські ігри 2002 | Узбекистан | вільна боротьба, до 60 кг | 5     |
| Азійські ігри 2006 | Узбекистан | вільна боротьба, до 60 кг | 10    |

### Виступи на Кубках світу
| Змагання                    | Збірна     | Вагова категорія          | Місце  |
| --------------------------- | ---------- | ------------------------- | ------ |
| Кубок світу з боротьби 1996 | Узбекистан | вільна боротьба, до 57 кг | Бронза |
| Кубок світу з боротьби 2001 | Узбекистан | вільна боротьба, до 63 кг | Бронза |
| Кубок світу з боротьби 2005 | Узбекистан | вільна боротьба, до 66 кг | 6      |

### Виступи на інших змаганнях
| Змагання                                                  | Збірна     | Вагова категорія          | Місце  |
| --------------------------------------------------------- | ---------- | ------------------------- | ------ |
| Гран-прі Німеччини з боротьби 1996                        | Узбекистан | вільна боротьба, до 57 кг | 4      |
| Чемпіонат світу з боротьби серед військовослужбовців 1997 | Узбекистан | вільна боротьба, до 58 кг | Срібло |
| Чемпіонат світу з боротьби серед військовослужбовців 2003 | Узбекистан | вільна боротьба, до 66 кг | Срібло |
| Чемпіонат світу з боротьби серед військовослужбовців 2006 | Узбекистан | вільна боротьба, до 66 кг | Бронза |
| Всесвітні ігри військовослужбовців 2007                   | Узбекистан | вільна боротьба, до 60 кг | Бронза |

### Виступи на змаганнях молодших вікових груп
| Змагання                                      | Збірна     | Вагова категорія          | Місце |
| --------------------------------------------- | ---------- | ------------------------- | ----- |
| Чемпіонат світу з боротьби серед юніорів 1994 | Узбекистан | вільна боротьба, до 54 кг | 9     |
| Чемпіонат світу з боротьби серед молоді 1995  | Узбекистан | вільна боротьба, до 57 кг | 6     |